# 避稅港
避稅港（英語：tax haven），有時也习惯性误稱為避稅天堂，指针对特定实体或稅種的稅率很低甚至完全免徵稅款的國家或地區。
避稅港可能只有個別稅種較低，或者仅適用於特定分類的個人或商業機構。個人要受益於避稅港的其中一個方法，就是遷徙到該地區，使法律上只需繳交稅項給免稅港政府。另外，個人或商業機構也可以在避稅港，成立附屬機構或獨立的法律實體（即公司或普通法法制裏的基金），資產移動到新公司後便可在套現獲利，從而繳交較低或者免除稅款。不過，利用這種方法到底算是避稅還是逃稅，難以一概而論。這視乎相關國家或地區、還有相關的個人或機構的個別情況。為避免跨國公司將利潤轉移至避稅港，各國參與談判，130個國家於2021年7月1日同意各自的企業稅下限不能低於15%。同年7月10日，G20財長同意一項「阻止跨国公司将利润转移到低税率避风港」的協議。
避稅港一般是小型島國或缺乏天然資源的地區。一般認為成立避稅港能有效吸引外國資本，從而發展本土基建和經濟。由於外國一般難以追查、取締成立於避稅港裏面的活動，犯罪份子有可能把其犯罪資金大量引入避稅港，這通稱為「洗黑錢」。

## 字源
避稅港一詞源於英文，解作港口或避難所。但与法文字义相同。

## 避稅港舉隅

美國「防制濫用避稅地法」所列出的避稅港

- 在英國，即使個人持有英國國籍，只要不把於外國賺取的收入引回英國，便無須就該款項繳稅。愛爾蘭也存在同樣的機制。
- 瑞士新移民可以與新住所的地區政府，就應課稅收入進行交涉。一般應課稅收入會是住所租金的五倍。
- 摩納哥和安道尔並無徵收個人入息稅。巴哈馬則不徵收個人收入稅、資本增值稅或遺產稅。
- 海峽群島和萌島並不從外國收入或收益徵稅。非本地居民不就當地收入徵稅。當地稅率劃一為20.0%。
- 在直布羅陀，公司只要不在當地進行任何商業行為，每年只需繳付劃一稅款100鎊。
- 太平洋島國瓦努阿圖不會向任何外國政府或執法機關課稅，透露當地的會計資料。當地並不徵收收入稅、預扣稅、資本增值稅、遺產稅，也不進行外匯管制。
- 被瑞士包圍的外飛地意大利金皮庸。

### 经合组织认定的避税港
2009年4月2日，经合组织认定的避税港名单。
承诺实行国际商定的税收标准，但尚未实质性实施的辖区
避税港：
- 安道尔
- 安地卡及巴布達
- 阿鲁巴
- 巴哈马
- 巴林
- 百慕大
- 英屬維爾京群島
- 开曼群岛
- 庫克群島
- 直布罗陀
- 格瑞那達
- 利比里亚
- 列支敦斯登
- 馬爾他
- 马绍尔群岛
- 摩納哥
- 瑙鲁
- 纽埃
- 巴拿马
- 賽普勒斯
- 圣基茨和尼维斯
- 圣卢西亚
- 萨摩亚
- 圣马力诺

其他金融中心：
- 奥地利
- 比利时
- 智利
- 盧森堡
- 香港
- 新加坡
- 瑞士

未致力于国际商定的税收标准的辖区
- 马来西亚（ 納閩）
- 菲律賓
- 乌拉圭

## 因為避稅港所引發的事件
- 巴拿馬文件
- 巴哈馬文件
- 天堂文件

## 相關
- 移轉定價
- 稅負倒置（Tax inversion/corporate inversion）
- 全球最低企業稅率（GMCT、GMCTR）
- 课征金融交易税以协助公民组织（ATTAC）
- 美国海外账户税收合规法（FATCA）
- 自由貿易園區
- 国际税务
- 世界各地税率
- 國際金融業務分行
- 离岸公司
- 离岸金融中心
- 离岸投资
- 双层爱尔兰夹荷兰三明治
- 巴拿馬文件
- 天堂文件
- 避稅及逃稅